# Ašot IV. Armenski
Ašot IV. (armensko Աշոտ Դ, romanizirano Ašot D) s priimkom Kadž (armensko Քաջ, dobesedno 'Pogumni' ali 'Hrabri'), je bil najmlajši sin kralja Gagika I. Armenskega, * ni znano, † okoli 1040–1041. 

## Življenje
Ko je bil njegov najstarejši brat Hovhannes-Smbat, znan kot Smbat III., ustoličen za armenskega kralja kot zakoniti dedič dinastije Bagratuni, je bil Ašot zelo nezadovoljen, saj je imel tudi sam željo po prestolu. S pomočjo svojih podpornikov je zato organiziral vojaški pohod, na katerem je oblegal in kasneje osvojil armensko prestolnico Ani. Leta 1021 je odstavil kralja Hovhannesa-Smbata in se razglasil za armenskega kralja. 
Kasneje pa je bil med sprtima bratoma dosežen kompromisni sporazum, s katerim je Hovhannes-Smbat ponovno prevzel oblast, vendar na veliko manjšem ozemlju v provincah blizu prestolnice, medtem ko je Ašot postal kralj v provincah bliže Perziji in Gruziji. Sočasna vladavina bratov se je nadaljevala do Ašotove smrti leta 1039. Leto kasneje je umrl tudi Hovhannes-Smbat. 
Spori med bratoma, včasih tudi  vojaški, so se kljub kompromisu nadaljevali do njune smrti, kar je močno oslabilo enotnost dinastije Bagratuni. 
Njuni problematični vladavini je sledila vladavina  Gagika II., zadnjega kralja iz dinastije Bagratidov. Vladal je od leta 1042 do 1045, ko je dinastija dokončno propadla.  

## Sklic
1. 1 2  Հայկական սովետական հանրագիտարան — Հայկական հանրագիտարան հրատարակչություն, 2000.